# Eremaea acutifolia
Eremaea acutifolia är en myrtenväxtart som beskrevs av Ferdinand von Mueller. Eremaea acutifolia ingår i släktet Eremaea och familjen myrtenväxter. Inga underarter finns listade i Catalogue of Life.